# Jane Marnac
Jane Fernande Mayer dite Jane Marnac, née le 8 février 1892 à Bruxelles (Belgique) et morte le 2 décembre 1976 à Paris (16e), est une actrice belge.

## Biographie
Elle fut l'interprète de centaines de rôles au théâtre et chanta dans de nombreuses opérettes et notamment Au temps des valses de Noël Coward en 1930 à l'Apollo.
En 1927, elle se marie avec un officier anglais, le major Keith Trevor.
Jane Marnac avec son mari et Camille Wyn ont dirigé le théâtre de l'Apollo en 1929 et 1930.
Elle participa à quelques films, dont Paris Béguin avec Jean Gabin.
En 1958, elle est victime, dans son hôtel particulier de la rue Picot à Paris 16e, d’un important vol de bijoux commis en sa présence.
Elle meurt le 2 décembre 1976. Ses cendres ont été déposées au columbarium du Père-Lachaise (case 17 787).

## Théâtre
- 1912 : Paris fin de règne de Rip, Théâtre des Capucines
- 1912 : Le Malade imaginaire de Molière, mise en scène André Antoine, théâtre Antoine
- 1913 : Le Procureur Hallers de Louis Forest et Henry de Gorsse d'après Paul Lindau, mise en scène Firmin Gémier, théâtre Antoine
- 1914 : La Fille de Figaro de Maurice Hennequin et Hugues Delorme, musique Xavier Leroux, théâtre de l'Apollo
- 1916 : Monsieur chasse ! de Georges Feydeau, théâtre de la Renaissance
- 1916 : All Right revue de Rip, théâtre Édouard VII
- 1918 : La Reine joyeuse (nouveau titre de La Reine s'amuse) opérette d'André Barde, musique Charles Cuvillier, théâtre de l'Apollo
- 1918 : L'École des cocottes de Paul Armont et Marcel Gerbidon, théâtre du Grand-Guignol
- 1919 : L'École des cocottes de Paul Armont et Marcel Gerbidon, théâtre Michel
- 1919 : La Chasse à l'homme de Maurice Donnay, théâtre des Variétés
- 1922 : La Belle Angevine de Maurice Donnay et André Rivoire, théâtre des Variétés
- 1922 : La Petite Chocolatière de Paul Gavault, théâtre des Variétés
- 1922 : Le Blanc et le noir de Sacha Guitry, théâtre des Variétés
- 1923 : L'École des cocottes de Paul Armont et Marcel Gerbidon, théâtre du Palais-Royal
- 1923 : Un jour de folie d'André Birabeau, théâtre des Variétés
- 1928 : La Revue de Marigny revue de Jean Le Seyeux et Saint-Granier, théâtre Marigny
- 1929 : Shangaï de Charles Méré d'après John Colton, théâtre de l'Apollo
- 1929 : Dans la rue d'Elmer Rice, adaptation Francis Carco, mise en scène Pierre Geoffroy, théâtre de l'Apollo
- 1930 : Au temps des valses de Noël Coward, adaptation Saint-Granier, théâtre de l'Apollo
- 1931 : La Vie parisienne, opéra bouffe en quatre actes d'Henri Meilhac et Ludovic Halévy, musique de Jacques Offenbach au théâtre Mogador[2].
- 1938 : Femmes de Clare Boothe, adaptation Jacques Deval, mise en scène Jane Marnac, théâtre Pigalle

## Filmographie
- 1911 : Notre-Dame de Paris de Albert Capellani - court métrage -
- 1915 : La Goualeuse d'Alexandre Devarennes et Georges Monca  - La goualeuse
- 1915 : Le baromètre de la fidélité de Georges Monca - court métrage -
- 1916 : Notre pauvre cœur de Louis Feuillade
- 1916 : Paris pendant la guerre de Henri Diamant-Berger
- 1931 : Paris Béguin de Augusto Genina - Jane Diamond

## Iconographie
- Jane Marnac dans "Au temps des valses", Théâtre Apollo, affiche lithographoque de Paul Colin, 1930.